# Fontaine Saint-Adrien
La Fontaine Saint-Adrien est une fontaine de dévotion située au lieu-dit "Saint-Adrien", à  Saint-Barthélemy dans le Morbihan.

## Historique
La fontaine Saint-Adrien fait l’objet d’un classement au titre des monuments historiques depuis le 5 octobre 1928.

## Architecture
La fontaine est surmontée par une croix du XVe siècle.

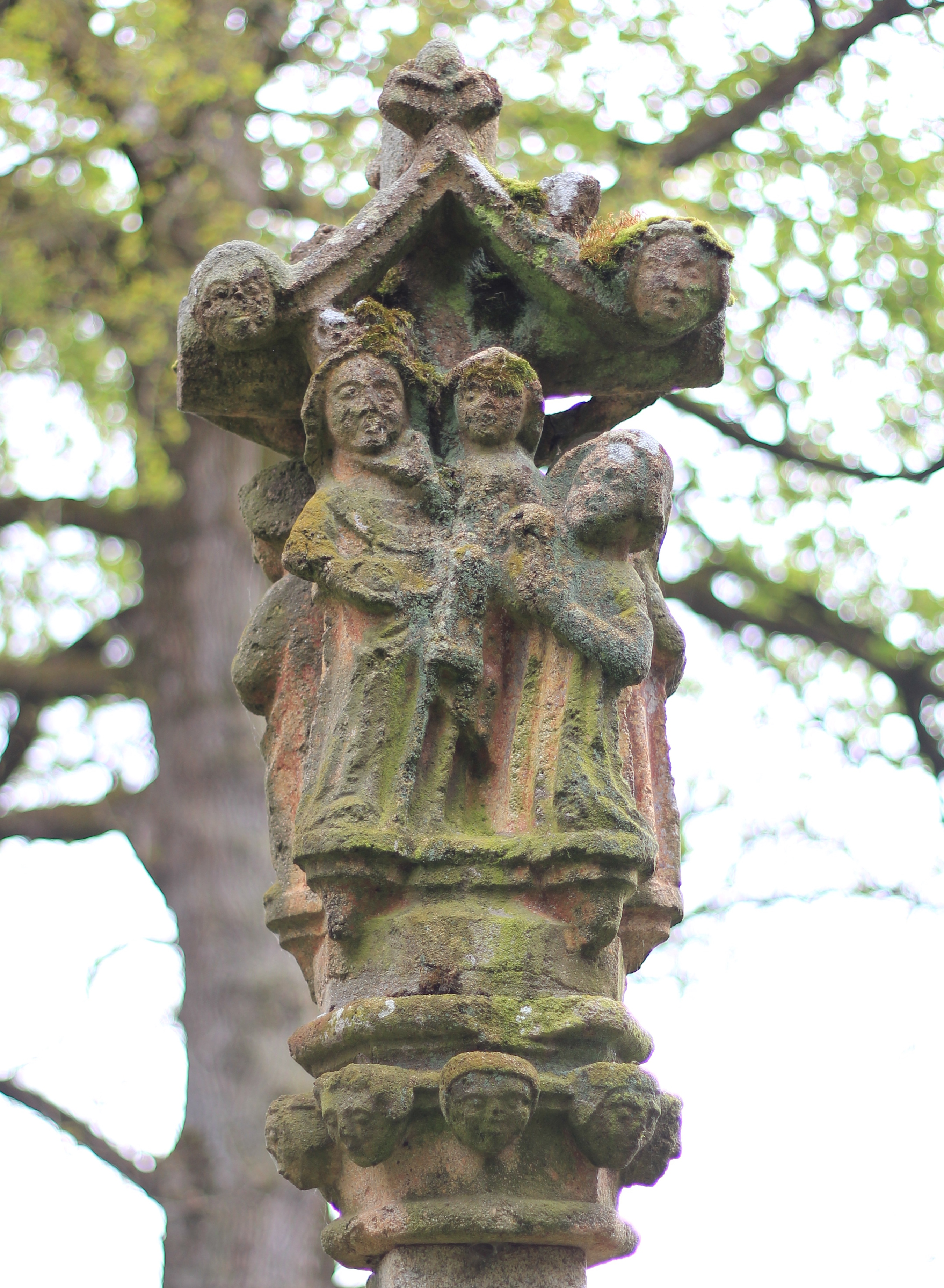
Vierge à l'enfant
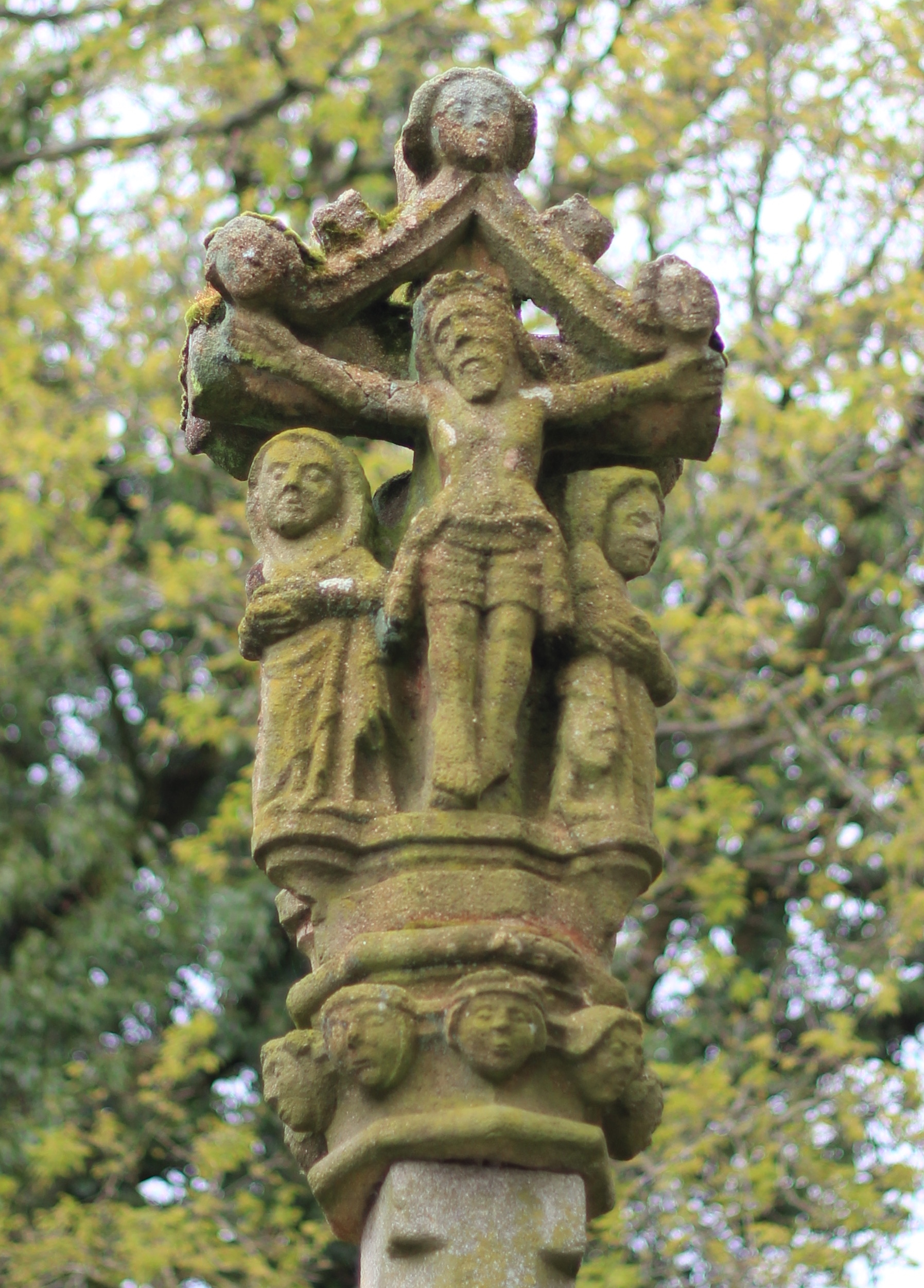
Christ en croix.